# Fontaine du Fellah

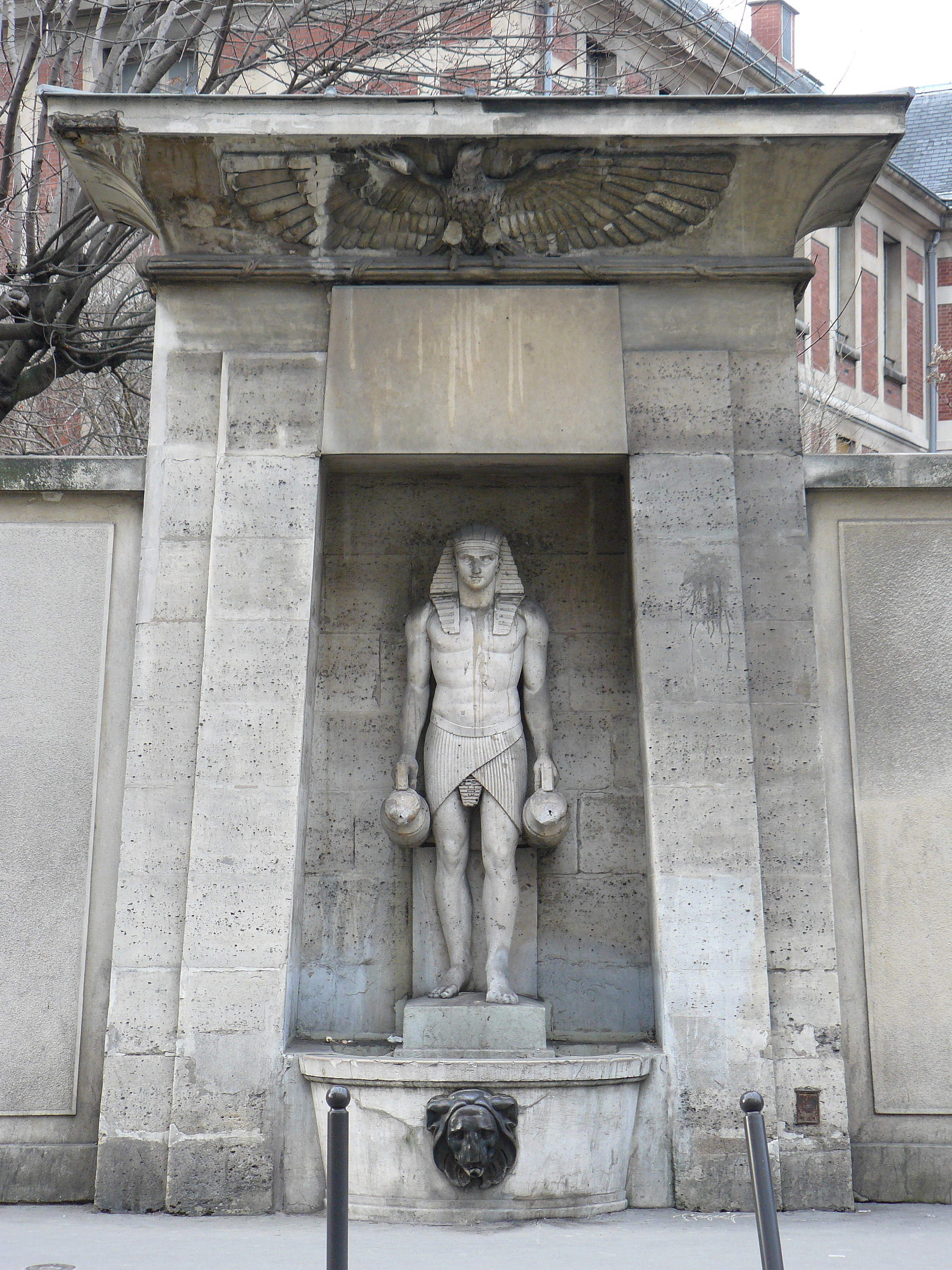
Fontaine du Fellah, Paris, Rue de Sèvres № 44

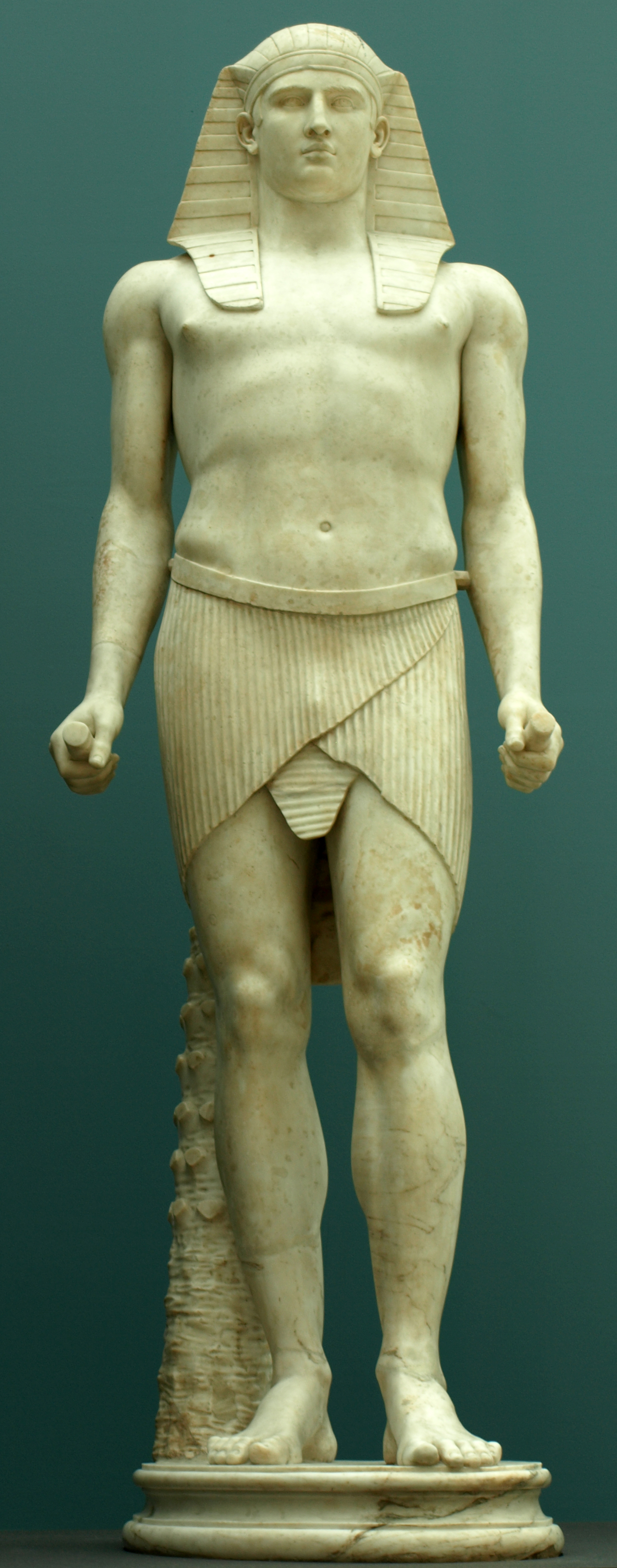
Die Statue des Antinoos in der Tracht des Osiris

Die Fontaine du Fellah ist ein Brunnen im 7. Arrondissement von Paris, direkt neben dem Eingang der U-Bahn-Station Vaneau.

## Geschichte
Der Brunnen wurde im Jahre 1806 nach Plänen des Architekten und Ingenieurs Jean-François Bralle errichtet. Er zählt zu den sogenannten Fontaines du décret de Saint-Cloud. Das Dekret vom 2. Mai 1806 sah den Bau von 15 Straßenbrunnen in Paris vor, um die allgemeine Wasserversorgung der Pariser Bevölkerung zu verbessern. Von den 15 Brunnen sind 10 zumeist im Rahmen der Haussmann'schen Umgestaltungsmaßnahmen abgerissen worden.
Die Durchführung der Arbeiten übernahm Pierre-Nicolas Beauvalet, ein Schüler Augustin Pajous. Die heutige Statue ist allerdings eine Nachbildung, gefertigt von Jean-François Gechter. Das Original hielt den Witterungseinflüssen nicht stand. Kunsthistorisch ist der Brunnen in den neo-ägyptischen Stil einzuordnen, der nach Napoleons Ägyptenfeldzug in Frankreich aufkam.
Der Namensbestandteil Fellah (arabisch fallāḥ „Pflüger“) erinnert an den ägyptischen Stamm der Fellachen, die Statue stellt jedoch einen Jüngling namens Antinoos dar, der der Liebling des römischen Kaisers Hadrian war. Die Figur wurde ganz offensichtlich einer antiken Statue nachempfunden, die in der prächtigen Villa des Kaisers, in der Nähe von Tivoli entdeckt wurde, dann als Raubkunst nach Frankreich verbracht wurde und heute im Vatikan Museum ausgestellt ist.
Unter der Rubrik „Ägyptische Brunnen“ ist das Bauwerk seit dem 25. Juli 1977 als historisches Denkmal registriert.
Seit 2005 ist der Brunnen nicht mehr in Betrieb, da im darunterliegenden U-Bahn-Schacht das Eindringen von Wasser festgestellt wurde.

## Beschreibung
Der Brunnen ist von einem Kiosk umgeben, der wiederum in eine Mauer eingelassen wurde, die parallel zur Straße verläuft. In einer Nische steht eine lebensgroße Statue im ägyptischen Stil, in jeder Hand eine Amphore, aus denen normalerweise Wasser fließt. Am Fuße der Statue wird das Wasser in einem halbkreisförmigen Becken gesammelt. Über den Boden fließt das Wasser dann in eine Sickergrube, nachdem es einen bronzenen Löwenkopf passiert hat. Den Giebel des Kiosks schmückt ein Adler mit ausgebreiteten Flügeln zum Gedenken an die Kolonialmacht Frankreich.